# Meaulne-Vitray
Meaulne-Vitray est, depuis le 1er janvier 2017, une commune nouvelle française située dans le département de l'Allier en région Auvergne-Rhône-Alpes.
Elle est constituée des communes déléguées de Meaulne et de Vitray.

### Localisation

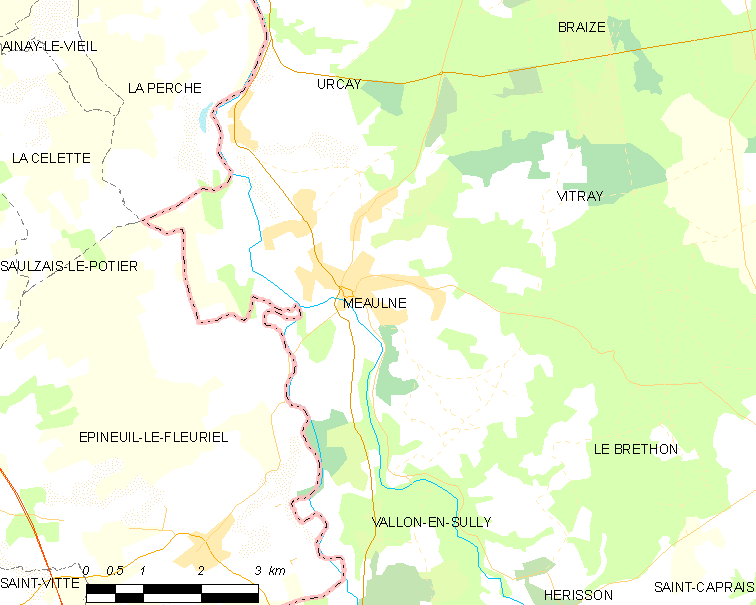
Situation géographique de Meaulne-Vitray.

## Géographie

### Hydrographie
La commune est traversée par l'Aumance et longée par le Cher à l'ouest, les deux rivières se rejoignent à proximité du Bourg de Meaulne-Vitray ainsi que par le canal de Berry, déclassé. Celle-ci est renforcée par les ruisseaux de Fay et des Planchettes. Elle compte de nombreux étangs.

### Climat
Pour des articles plus généraux, voir Climat d'Auvergne-Rhône-Alpes et Climat de l'Allier.
En 2010, le climat de la commune est de type climat océanique dégradé des plaines du Centre et du Nord, selon une étude du CNRS s'appuyant sur une série de données couvrant la période 1971-2000. En 2020, Météo-France publie une typologie des climats de la France métropolitaine dans laquelle la commune est exposée à un climat océanique altéré et est dans la région climatique Ouest et nord-ouest du Massif Central, caractérisée par une pluviométrie annuelle de 900 à 1 500 mm, maximale en automne et en hiver.
Pour la période 1971-2000, la température annuelle moyenne est de 11,7 °C, avec une amplitude thermique annuelle de 16,2 °C. Le cumul annuel moyen de précipitations est de 742 mm, avec 10,1 jours de précipitations en janvier et 7,1 jours en juillet. Pour la période 1991-2020, la température moyenne annuelle observée sur la station météorologique de Météo-France la plus proche, sur la commune d'Isle-et-Bardais à 17 km à vol d'oiseau, est de 11,8 °C et le cumul annuel moyen de précipitations est de 777,6 mm,. Pour l'avenir, les paramètres climatiques de la commune estimés pour 2050 selon différents scénarios d'émission de gaz à effet de serre sont consultables sur un site dédié publié par Météo-France en novembre 2022.

## Urbanisme

### Typologie
Au 1er janvier 2024, Meaulne-Vitray est catégorisée commune rurale à habitat dispersé, selon la nouvelle grille communale de densité à 7 niveaux définie par l'Insee en 2022.
Elle est située hors unité urbaine et hors attraction des villes,.

### Hameaux et écarts
Le chef-lieu de la commune est à Meaulne. Vitray en est un hameau.

## Toponymie
Le nom de la commune nouvelle est constitué par la juxtaposition du nom des communes ayant fusionné en 2017.

## Histoire
Afin de garantir aux habitants le maintien des services face à la baisse des dotations de l’État, le 1er janvier 2017, les communes de Meaulne et de Vitray — qui n'a pas d'église, pas de cimetière et plus d'école et utilise de longue date les infrastructures meaulnoise — fusionnent pour former la commune nouvelle de Meaulne-Vitray.

## Politique et administration

### Rattachements administratifs et électoraux
Meaulne-Vitray se situe dans l'arrondissement de Montluçon du département de l'Allier. Elle appartient à la deuxième circonscription de l'Allier pour ce qui concerne les scrutins relatifs aux élections législatives.
La commune est rattachée au canton de Bourbon-l'Archambault.

### Intercommunalité
La commune est membre depuis sa constitution de la communauté de communes du Pays de Tronçais.

### Liste des communes déléguées
| Nom             | Code Insee | Intercommunalité       | Superficie (km2) | Population (dernière pop. légale) | Densité (hab./km2) |
| --------------- | ---------- | ---------------------- | ---------------- | --------------------------------- | ------------------ |
| Meaulne (siège) | 03168      | CC du Pays de Tronçais | 21,07            | 776 (2014)                        | 37                 |
| Vitray          | 03318      | CC du Pays de Tronçais | 29,03            | 101 (2014)                        | 3,5                |

### Liste des maires
| Période      | Période                       | Identité             | Étiquette | Qualité |
| ------------ | ----------------------------- | -------------------- | --------- | --- |
| janvier 2017 | En cours (au 2 décembre 2020) | Pierre-Marie Delanoy |           | Professeur Maire de Meaulne (2008 → 2016) Vice-président de la CC du Pays de Tronçais (2014 →) Réélu pour le mandat 2020-2026, |

Pour la mandature 2020-2026, le maire délégué de Vitray est  Bernard Damoiseau, chef d’unité Renault à la retraite. Depuis juillet 2022 le maire délégué de Vitray est Mme Brigitte Tourret

## Population et société

### Démographie
L'évolution du nombre d'habitants est connue à travers les recensements de la population effectués dans la commune depuis sa création.

En 2022, la commune comptait 907 habitants, en évolution de +2,02 % par rapport à 2016 (Allier : −1,38 %, France hors Mayotte : +2,11 %).
| 2014 | 2015 | 2016 | 2017 | 2022 |
| ---- | ---- | ---- | ---- | ---- |
| 877  | 887  | 889  | 889  | 907  |

### Culture
La commune crée le centre socioculturel Jacqueline-Pelletier-Doisy-Delachaux dans une maison attenante à l’église de Meaulne grâce au don du fils de l'écrivaine locale Jacqueline Pelletier-Doisy.

## Culture locale et patrimoine

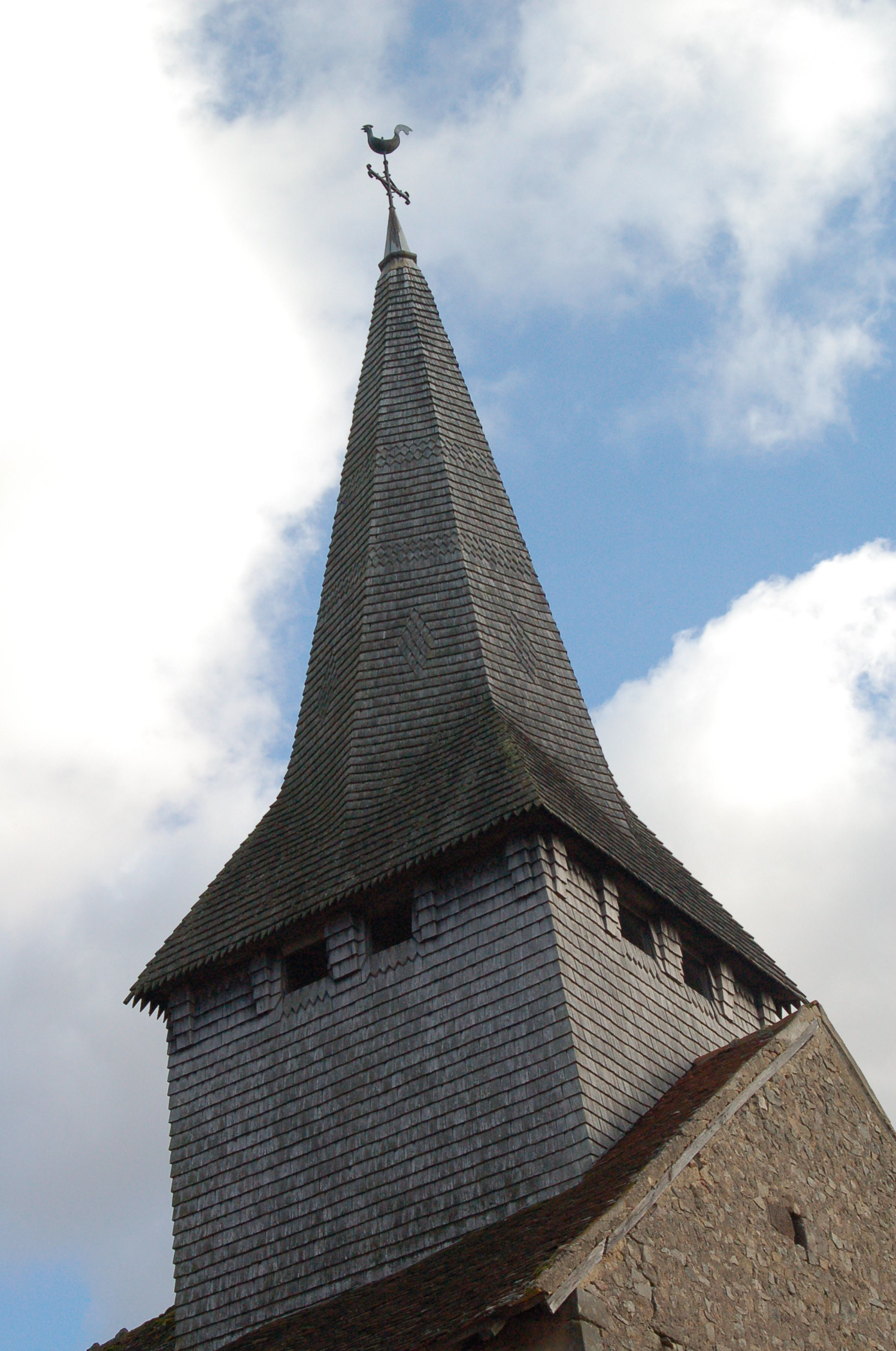
Clocher de l'église de Vitray recouvert en bardeau.

### Lieux et monuments
- Église Saint-Symphorien de Meaulne du XVIIe siècle qui fait l’objet d’une inscription au titre des monuments historiques depuis 1985[16]. Elle renferme notamment un groupe sculpté : Vierge de Pitié du XVIe siècle, également classé depuis 1975[17].
- Église Saint-Éloi de Vitray du XIIe et XVIIe siècles possédant un clocher entièrement recouvert en bardeau ; elle fait l’objet d’une inscription au titre des monuments historiques depuis le 2 juin 1976[18].
- Château du Plaix des XIVe et XVIe siècles, inscrit aux monuments historiques depuis 1985[19].
- Château des Alliers, à deux kilomètres au sud-est du bourg.

Le corps de bâtiment central date du XVIIe siècle ; il a été complété plus tard par deux ailes à toiture en pavillon. Le château a appartenu au général Georges Chevalier (1854-1938), père de Jacques Chevalier, philosophe et ministre du régime de Vichy. La demeure, entourée d'une vaste propriété, a longtemps été laissée à l'abandon ; elle est aujourd'hui totalement remise en état et entretenue par ses propriétaires.
- La GilPat, ancienne exploitation agricole de 8 ha, bâtie en 1905 et située au pied du château des Alliers.
- Forêt de Tronçais.